# Jesse James
Jesse Woodson James (Kearney, 5 de setembro de 1847 – Saint Joseph, Missouri, 3 de abril de 1882) foi um fora da lei do Velho Oeste dos Estados Unidos, conhecido por seus roubos. Porém, nem sempre Jesse foi um fora da lei. Antes de entrar para o mundo do crime, Jesse e seu irmão Frank eram agricultores.
É considerado por muitos historiadores como um dos melhores cowboys a utilizar uma arma. Alguns dizem que seu primeiro assassinato ocorreu com 14 anos de idade. Ao longo de sua vida, Jesse teria matado pelo menos vinte pessoas.

## Biografia
Jesse Woodson James nasceu no Condado de Clay, Missouri, na atual Kearney. Seu pai, Robert S. James, foi um agricultor, comerciante de cânhamo e pastor da Igreja Batista no Kentucky. Mudou-se para o Missouri após se casar, tendo lá prosperado, comprando seis escravos e 100 acres de terra. Viajou para a Califórnia durante a corrida do ouro para pregar entre os mineradores e morreu quando Jesse tinha três anos de idade.
Após a morte do seu marido, a mãe de Jesse, Zerelda James, voltou a se casar, primeiro com Benjamin Simms e depois com um médico chamado Reuben Samuel. Após esse casamento, em 1855, Samuel se mudou para o lar dos James. James tinha dois irmãos, o mais velho, Alexander Franklin "Frank" James e a irmã, Susan Lavenia James. Reuben Samuel e Zerelda tiveram mais quatro filhos. Zerelda e Reuben Samuel compraram sete escravos que plantaram tabaco em sua fazenda.
Com a proximidade da Guerra Civil Americana as coisas ficariam difíceis no Missouri. O estado ficava na divisa dos lados beligerantes e tinha características tanto do Norte como do Sul, mas 75% da população era do Sul ou arredores. A escravidão no condado de Clay era maior do que outras áreas do estado. Os escravos eram 10% da população do Missouri, mas em Clay, a percentagem subia para 25%.
O condado de Clay veria tumultos após a autorização da lei Kansas-Nebraska em 1854, quando a questão da escravatura irrompeu no vizinho território do Kansas. Os confrontos entre as milícias pró e contra escravidão começaram.

### Guerra Civil
A Guerra Civil esfacelaria o Missouri e mudaria a vida de Jesse James. A guerrilha começou no estado logo após uma série de campanhas militares e batalhas do exército regular, em 1861. Os separatistas, conhecidos por "bushwhackers", confrontavam-se com as milícias da União, sendo que ambos os lados cometeram atrocidades. As guerrilhas assassinaram civis da União, executaram prisioneiros e escalpelaram os mortos. As forças da União declararam lei marcial e invadiram lares, prenderam civis e executaram sumariamente e expulsaram simpatizantes dos Confederados.
A família James-Samuel ficou do lado dos confederados. Frank James reuniu-se à companhia local que fazia recrutamento para os separatistas, a Missouri State Guard, e lutou na batalha do Wilson's Creek. Logo depois ele voltaria para casa. Em 1863 foi denunciado como membro da guerrilha que operava no condado de Clay. Em maio daquele ano, uma milícia da União invadiu o sítio dos James-Samuel, à procura do grupo de Frank. Eles torturaram Reuben Samuel e tentaram enforcá-lo numa árvore, quando então a lenda diz que foi salvo por Jesse que fugiu para o campo. Frank havia fugido e se acreditava que ele entrara para os guerrilheiros liderados por William C. Quantrill. Ele teria tomado parte do Massacre de Lawrence no Kansas, quando 200 homens e crianças foram mortos. Contrariando a lenda, não existem evidências de que Jesse esteve com os cavaleiros de Quantrill.
Frank seguiu com Quantrill para o Texas durante o inverno de 1863–4, e voltou na primavera com um pelotão liderado por Fletch Taylor. Quando ele retornou ao condado de Clay, Jesse contava com 16 anos de idade e entrou para o grupo de Taylor com seu irmão. No verão de 1864, Taylor foi severamente ferido, perdendo o braço direito atingido por um canhão. Os irmãos James então se juntaram ao grupo bushwhacker liderados por William T. Anderson, o "sanguinário" Bill Anderson. Nessa época houve um relato do delegado de Clay que dizia que Frank e Jesse tomaram parte do Massacre de Centralia (Missouri) em setembro, quando 22 soldados desarmados da União foram mortos ou feridos; os membros da guerrilha escalpelaram e desmembraram alguns dos mortos. Uma emboscada das guerrilhas derrotou e perseguiu um regimento comandado pelo Major A.V.E. Johnson, matando quem tentou se render (mais de 100). Frank mais tarde seria identificado como o membro do bando que deu o tiro fatal no Major Johnson. Como resultado das atividades dos irmãos James, sua família no Condado de Clay foi forçada ao exílio pelas autoridades militares da União; com ordens de se mudarem para o Sul, além das linhas da União. Eles atravessaram a fronteira até Nebraska.
Anderson foi morto numa emboscada em outubro e os James escaparam em diferentes direções. Frank seguiu com Quantrill para o Kentucky; James foi para o Texas sob o comando de um dos tenentes de Anderson, Archie Clement. Ele voltaria para o Missouri na primavera. Contrariando a lenda, James não foi ferido quando tentava se render. Ele e Clement ainda estavam discutindo qual rumo seguir depois da rendição dos Confederados quando foram alcançados por uma cavalaria da União, próximo a Lexington, Missouri.

### Após a Guerra Civil

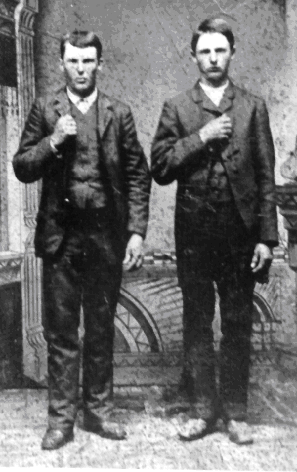
Jesse e Frank James, 1872

O fim da Guerra Civil deixou o Missouri convulsionado. O conflito havia levado a população a se dividir em facções antagonistas: os antiescravagistas radicais e “de paz” da União, que formariam o Partido Republicano, e os pró-escravagistas, que formariam o Partido Democrata, além dos separatistas. Havia sido colocada uma constituição que libertava os escravos do Missouri mas os confederados foram excluídos da votação. Houve violência entre os grupos.
Jesse, ferido, foi para a casa de um tio, onde foi atendido pela prima, Zerelda "Zee" Mimms, que tinha o mesmo nome da mãe dele. Jesse e Mimms começaram um prolongado relacionamento, casando-se nove anos depois. O comandante de Jesse James, Archie Clement, mantinha sua gangue de bushwhackers em ação. Eles roubaram o primeiro banco americano durante a época de paz: o Savings Association do condado de Clay em Liberty, Missouri, em 13 de fevereiro de 1866. O banco era de propriedade de um Republicano oficial da milícia. Um inocente, o estudante da Faculdade William Jewell (que o pai de James havia ajudado a fundar), foi morto a tiros na rua, durante a fuga dos quadrilheiros. Não está claro que Jesse e Frank participaram do roubo, mas quando ganharam fama foram citados como os líderes do assalto. Archie Clement continuou a praticar crimes e ataques a alvos ligados aos governos Republicanos. Ocupara a cidade de Lexington, Missouri, no dia da eleição de 1866, quando foi morto por tiros da milícia.
Os sobreviventes da quadrilha de Clement continuaram a roubar bancos durante os dois anos seguintes. Em 23 de maio de 1867, eles roubaram um banco em Richmond, Missouri, assalto durante o qual foi morto um major e dois outros, mas também não era certo que os James participaram. Em 1868, Frank e Jesse James juntaram-se a  Cole Younger e assaltaram um banco em Russelville, Kentucky. Jesse James não era famoso, até que em dezembro de 1869 ele e Frank roubaram o Savings Association em Gallatin, Missouri. Jesse, pelo que se conta, atirou e matou o bancário Capitão John Sheets, pois o teria confundido com Samuel P. Cox, o oficial da milícia que matou William T. Anderson durante a Guerra Civil. Esse crime levou os nomes de Jesse e Frank para os jornais pela primeira vez.
O roubo deu notoriedade aos James como os mais famosos guerrilheiros fora da lei. O governador do Missouri, Thomas T. Crittenden colocou uma recompensa pela captura dos irmãos. John Newman Edwards, editor e fundador do Kansas City Times, se aliou aos bandoleiros contra essa ofensiva. Edwards, um ex-cavalariano dos Confederados, estava em campanha para retomar o poder dos separatistas no Missouri. Seis meses após o roubo de Gallatin, Edwards publicou a primeira de muitas cartas de Jesse James, que alegou inocência. As cartas foram aumentando o tom político e denunciavam os Republicanos. Juntos aos editoriais de Edwards, as cartas transformaram os James num símbolo do desafio Confederado contra a Reconstrução defendida pelos legalistas. Graças a Edwards, os bandidos ganharam a fama de Robin Hood.
Os irmãos James se juntaram a Cole Younger e seus irmãos John, Jim e Bob, além de Clell Miller e outros ex-Confederados, e formaram aquela que ficou conhecida como a Gangue dos James-Younger. Com Jesse James como a face atemorizadora da gangue, eles roubaram bancos de Iowa até o Texas e do Kansas até Virgínia Ocidental. Além de bancos, assaltaram escritórios de diligências e uma feira em Kansas City, Missouri. Em 21 de julho de 1873 eles roubaram um trem vindo de Chicago, descarrilando-o em Adair, Iowa. O roubo rendeu a quadrilha três mil dólares (equivalente a US$ 51 000 em 2007). Eles ficaram conhecidos como assaltantes de trens e em apenas duas vezes eles roubaram os passageiros, pois basicamente se concentravam no vagão de cargas.

### Pinkertons
A Adams Express Company foi até a Agência de Detetives Pinkerton em 1874 e a contratou para perseguir a gangue de James-Younger. Um agente, Joseph Whicher, foi enviado para se infiltrar na fazenda de Zerelda Samuel, mas foi morto. Dois outros, Louis J. Lull e John Boyle, não tiveram melhor sorte: Lull foi morto por dois dos Youngers em 17 de março de 1874, mas matou John Younger antes de morrer. Um auxiliar do xerife chamado Edwin Daniels morreu também num tiroteio.
Allan Pinkerton, o fundador e chefe da agência, tomou o caso como pessoal e contatou legalistas que moraram próximos do sítio dos James. Eles atacaram na noite de 25 de janeiro de 1875. Com um incêndio iniciado pelos detetives, houve uma explosão na qual morreria o jovem meio-irmão dos James de nome Archie (em honra a Archie Clement) e mutilaram a mãe Zerelda Samuel, que perdeu um braço. Ted Yeatman localizou uma carta de Pinkerton na Biblioteca do Congresso, na qual ele declarou sua intenção de "queimar e destruir a casa", contrariando o que afirmara à época.
O sangrento fiasco ajudou a Edwards a tornar Jesse James numa figura simpática ao público. Tentou-se uma anistia aos irmãos James e Younger e conseguiu se votar um limite aos prêmios oferecidos pelo governador.

### A derrocada da gangue
Jesse e sua prima Zee se casaram em 24 de abril de 1874 e tiveram dois filhos que sobreviveram a idade adulta: Jesse E. James (nascido em 1875) e Mary James Barr (nascida em 1879). Os gêmeos Gould e Montgomery James (nascidos em 1878) morreram durante a infância. Jesse, Jr. se tornou um advogado e teve uma carreira de respeitado membro da bancada de Kansas City, Missouri.
Em 7 de setembro de 1876, a gangue James-Younger tentou o seu maior golpe até aquela data, ao atacar o First National Bank em Northfield, Minnesota. Após o roubo, apenas Frank e Jesse James foram deixados livres e vivos. Cole e Bob Younger contaram que escolheram o banco por causa da conexão com a União do político Adelbert Ames, o governador do Mississippi durante a Reconstrução, e Benjamin Butler, parente de Ames e um comandante da União que ocupara New Orleans, Louisiana. Ames era fundador do banco, mas Butler não influenciava na direção.
A gangue havia se dividido em dois grupos. Três homens entraram no banco, dois guardaram a portaria pelo lado de fora e três ficaram próximos do prédio. O tesoureiro Joseph Lee Heywood se recusou a abrir o cofre, mentindo sobre a fechadura ser um dispositivo de tempo e foi atacado. O assistente Alonzo Enos Bunker foi ferido quando ele correu para a porta. Com suspeitas dos homens na porta do banco, os cidadãos soaram o alarme. Os cinco bandidos do lado de fora dispararam para o ar para desimpedir a rua, mas receberam tiros de volta. Dois bandidos foram mortos e o resto foi ferido. Os bandidos de dentro do banco, tentaram fugir. Na fuga, eles atiraram na cabeça de Heywood. O atirador não foi identificado.
A gangue fugiu de Northfield, com dois companheiros mortos e duas vítimas inocentes (Heywood e um imigrante sueco da comunidade de Millersburg chamado Nicholas Gustafson). Mesmo com intensa perseguição, os irmãos James fugiram para o Missouri. Os Youngers e Charlie Pitts, foram descobertos. Pitts morreu e todos os Youngers foram presos. A gangue James-Younger fora destruída, com apenas Frank e Jesse James ainda livres.
Em 1876, Jesse e Frank James foram até Nashville, Tennessee, usando os nomes de Thomas Howard e B. J. Woodson. Em 1879 foi recrutada uma nova gangue, que atacou um trem em Glendale, Missouri, em 8 de outubro de 1879. Os roubos começaram e incluíram o pagamento a trabalhadores de um canal em Muscle Shoals, Alabama, além de mais dois trens assaltados. A nova gangue não tinha a experiência em guerrilha da antiga e muitos foram presos, deixando James paranoico. Ele mesmo assassinou membros da gangue. Os irmãos acabaram voltando ao Missouri. Em dezembro, Jesse alugou uma casa em Saint Joseph, Missouri, não muito longe de onde ele nasceu e cresceu. Frank, contudo, decidiu se mudar para a Virginia.

### Assassinato

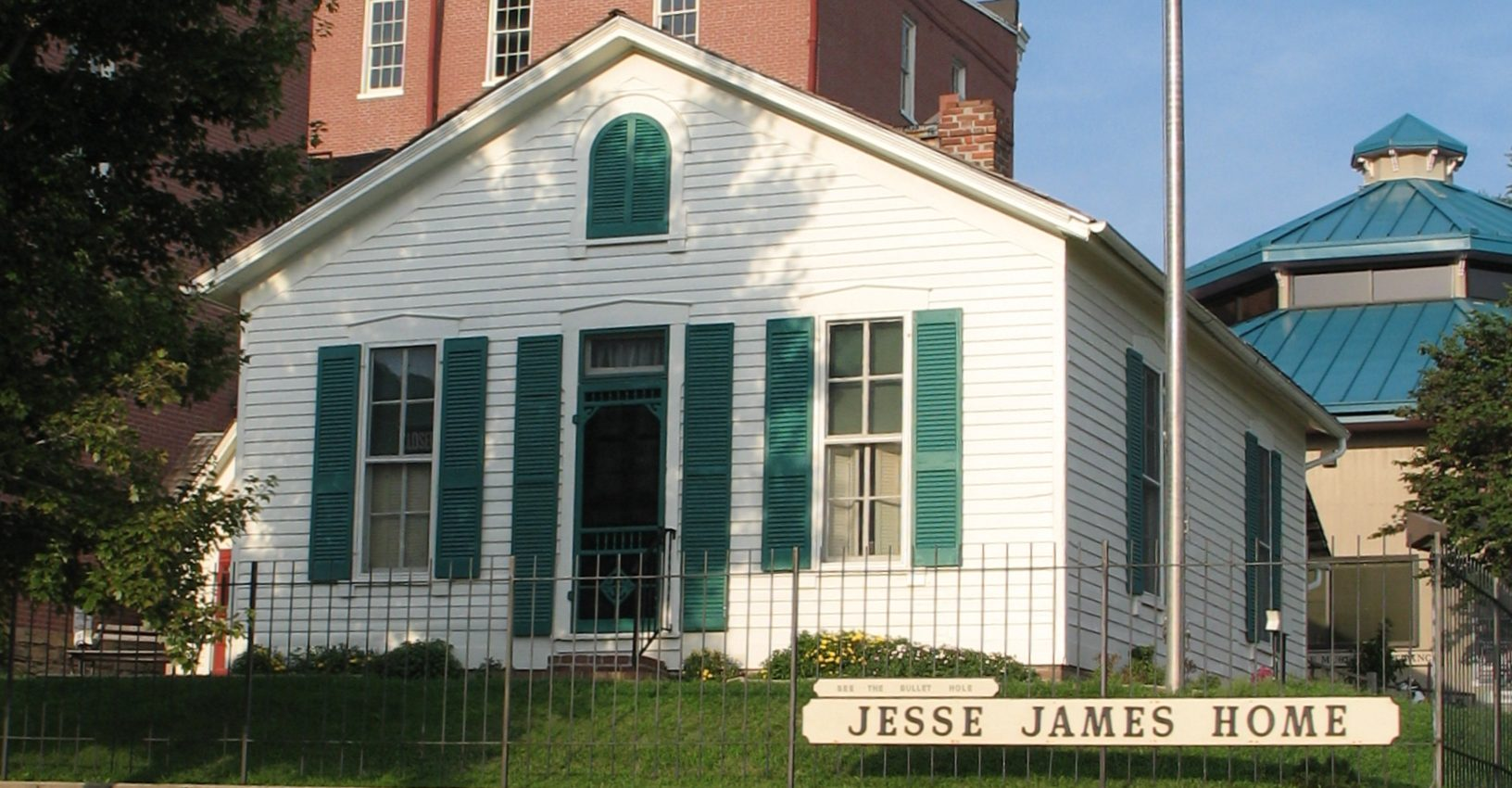
O lar de Jesse James em St. Joseph, onde ele foi assassinado

Com sua gangue debandada por prisões, mortes e desistências, Jesse achou que só restavam dois homens em que ele podia confiar: os irmãos Robert Ford e Charley Ford. Charley já conhecia Jesse, mas Bob era um recém-recrutado. Jesse levou os irmãos Ford para acompanhá-lo e a família. Houve rumores de que Jesse tinha tido um caso com a irmã dos Fords, Martha Bolton. Jesse não sabia que Bob Ford havia secretamente negociado com Thomas Theodore Crittenden, o governador do Missouri, para entregá-lo. Crittenden tinha como prioridade a captura dos irmãos James. Impedido pela lei de oferecer uma boa recompensa, ele conseguiu que a Estrada-de-Ferro oferecesse um prêmio de US$ 5 mil por cada um dos irmãos. O presidente Ulysses S. Grant também queria a prisão dos James.
Em 3 de abril de 1882, após comer o café da manhã, os Fords e Jesse James faziam os preparativos para outro roubo e cuidavam dos cavalos. Jesse estava sem o paletó e sem as armas e foi descrito que ele removia o pó de um quadro, subindo em uma cadeira. Robert Ford aproveitou a oportunidade e atirou em Jesse na cabeça. A lenda diz que Jesse James vinha tendo pensamentos suicidas e que no dia da sua morte deixou as armas que nunca tirava da cintura em cima da mesa, dando as costas aos Fords para tirar a poeira de um quadro, como quem sabe que vai ser traído, assim preferindo deixar que o matassem para não ter mais duas mortes na conta. Há relatos de que Jesse viu pelo reflexo do quadro quando apontaram a arma em sua direção.
O assassinato de Jesse James foi uma grande sensação nacional. Os Fords não tentaram se esconder após o feito. Robert Ford queria a recompensa. Uma multidão dirigiu-se à casa de St. Joseph para ver o corpo do bandido, enquanto os irmãos Ford se rendiam às autoridades. Os irmãos Ford foram sentenciados à forca, mas, duas horas antes da execução, receberam o perdão do governador Crittenden.
As implicações da conspiração do chefe do executivo do Missouri para matar um cidadão criaram novas lendas sobre Jesse James.
Os Fords receberam uma pequena parte da recompensa e fugiram do Missouri. Eles começaram uma viagem teatral pelo país, onde reencenaram a morte de Jesse James.
Após a morte de Jesse James em 1882, seu cadáver foi preservado no gelo e exposto. Uma foto infame mostra Jesse em seu caixão de gelo sob a guarda do marechal da cidade de St. Joseph, Enos Craig, e dois deputados. Não está claro se, ou por quanto tempo, o corpo de James foi exposto, embora se saiba que foi transportado de St. Joseph, Missouri, para Kearney, para ser enterrado. Depois que James morreu, antes de seu corpo ser recolhido, multidões supostamente invadiram a casa em que ele foi assassinado para ver seu corpo, e continuaram a fazê-lo depois que seu cadáver foi levado embora. 

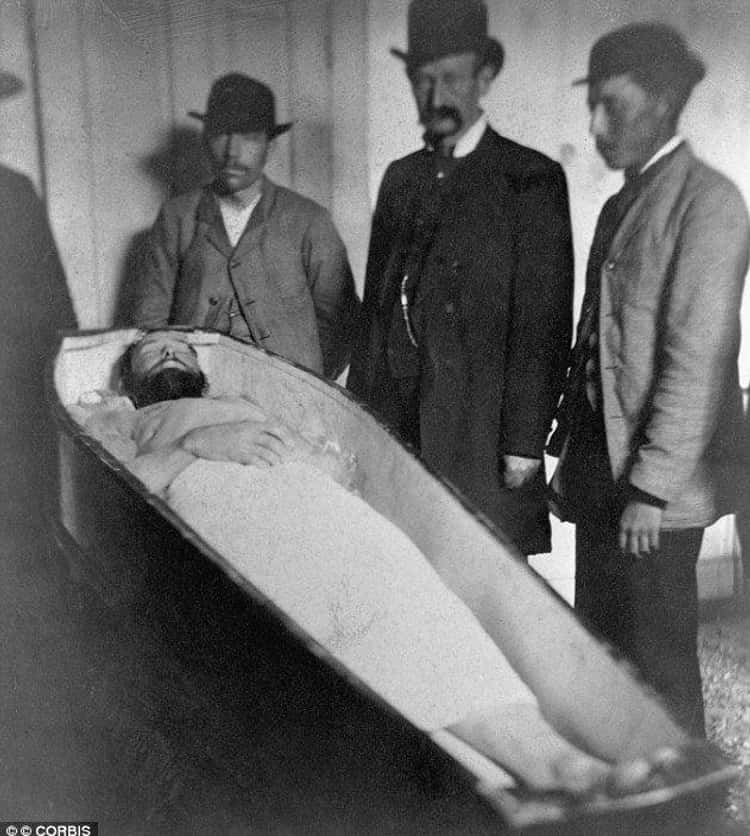
Cadáver de Jesse James, fotografia tirada em 1882, o autor é desconhecido

O Museu Funeral em St. Joseph, Missouri, exibe o caixão de vime que transportou o cadáver de Jesse da sala em que ele foi morto para a funerária Heaton-Bowman-Smith. O museu também apresenta seu caixão de gelo . Durante o século XIX, os caixões de gelo mantinham os corpos frescos antes que o processo de embalsamamento se tornasse comum. O caixão de gelo inclui uma janela na parte superior que permite às pessoas ver o rosto do falecido sem ter que abrir o caixão. 
Charley Ford suicidou-se em 6 de maio de 1884 em Richmond, Missouri após ser acometido de tuberculose e tomar morfina. Robert Ford foi assassinado por um pistoleiro em Creede, Colorado, em 8 de junho de 1892. O assassino, Edward Capehart O'Kelley, foi sentenciado à prisão perpétua. A sentença de O'Kelley foi comutada por causa da sua saúde e ele foi solto em 3 de outubro de 1902.
A viúva de Jesse James morreu sozinha e pobre. Seu corpo foi enterrado em Kearney, Missouri e foi exumado em 1995 para um teste de DNA.

## Citações na cultura popular
Desde a sua morte, Jesse James se tornou uma figura muito popular, parte do folclore estadunidense. Tamanha fama fez com que fosse citado nos mais diferentes meios, além de ter sua vida retratada em livros, filmes e gibis.

### Cinema

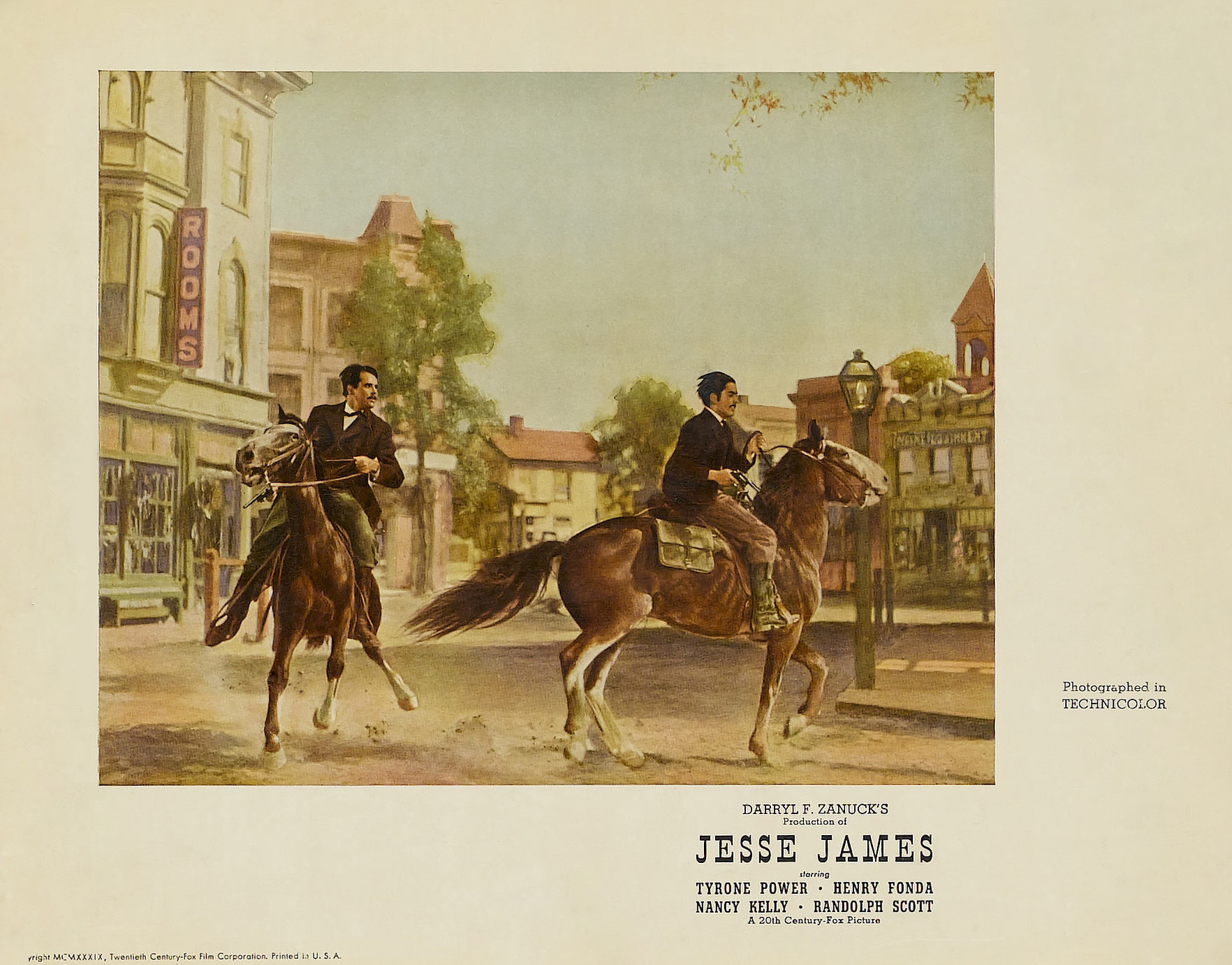
Os Irmãos James em pôster do filme de 1939

- Em 1921, nos filmes Jesse James Under the Black Flag[45] e Jesse James as the Outlaw,[46] James foi interpretado por seu próprio filho, Jesse James Jr.[47]
- Em 1927, Jesse James foi interpretado por Fred Thomson, no filme Jesse James.[48]
- O fora da lei já foi biografado diversas vezes no cinema, como em Jesse James - Lenda de uma era sem lei (Jesse James), dirigido por Henry King em 1939, com Tyrone Power no papel de Jesse, e Quem foi Jesse James (The True Story of Jesse James), dirigido por Nicholas Ray em 1957, com Robert Wagner no papel do famoso bandido. Aliás, esta versão teve sua metragem original de 105 minutos, reduzida pela produção para 92 minutos porque o diretor Ray estava dando um "tratamento benevolente e generoso" para com o personagem Jesse James, dando a ver que ele não passou de mais uma vítima da violência e das injustiças sociais, provocadas pela Guerra Civil Americana e que só agiu como agiu movido pelas circunstâncias.
- Em 1965, O cantor Bob Dylan fez referência a Jesse James e Robert Ford em sua música "Outlaw Blues".
- Em "Cavalgada dos Proscritos" (The Long Riders), de 1980, dirigido por Walter Hill, irmãos interpretaram irmãos: os James foram James Keach (Jesse) e Stacy Keach (Frank); e os Younger, mostrados de forma mais simpática, David Carradine (Cole), Keith Carradine (Jim) e Robert Carradine (Bob).
- Jesse James foi tema de três seriados de cinema produzidos pela Republic Pictures: Jesse James Rides Again, 1947, Adventures of Frank and Jesse James, 1948, e The James Brothers of Missouri, de 1949. Os dois primeiros foram estrelados por Clayton Moore, o mesmo intérprete do Cavaleiro Solitário / The Lone Ranger na televisão (o herói mascarado confundido com Zorro no Brasil), mas a trajetória do bandoleiro conduzida pelos seriados da Republic não tinha relação com os reais acontecimentos de sua vida.
- Em 1986 Kris Kristofferson interpreta Jesse James e Johnny Cash interpreta seu irmão mais velho Frank James. No filme The Last days of Frank and Jesse James.
- Colin Farrell interpretou Jesse James no filme Jovens Justiceiros, em 2001.
- Brad Pitt interpretou o criminoso em The Assassination of Jesse James by the Coward Robert Ford, filme lançado em 2007.
- De acordo com o filme lançado em 2007, onde Brad Pitt interpreta Jesse James, seu assassino foi Robert Ford. Ele teria sido morto covardemente com um tiro pelas costas, dentro de sua própria casa, enquanto limpava um quadro. Profundamente analisada e admirada, a cena explicita, de forma factual acerca de todo filme, que Jesse, mesmo sendo passivo no momento de sua morte, almejou e conseguiu que Ford fosse destruído por tudo aquilo que ele sempre invejou querer ser, que fosse punido pela sua falsa ingenuidade, acobertando uma ganância sem precedentes, Jesse entendeu que Ford, assim como ele, amargaria a morte em vida, porém Ford seria vitima da conseqüência de seu ato, esclarecendo assim sua covardia e insignificância perante os motivos que levaram Jesse a ser o que era. De qualquer maneira a trama se destaca por ser um thriller psicológico eficiente, mas que exige sensibilidade e inteligência para ser apreciada de forma adequada e racional.
- No Filme Cowboys & Aliens, Jesse James foi citado como um grande ladrão.
- No Filme Rápida e Mortal, Jesse James é citado pelo personagem Kid, interpretado por Leonardo di Caprio, como um apreciador de uma arma Smith & Wesson que ele mostrava ao personagem Cort, de Russel Crowe.

### Televisão
- Em Bang Bang, telenovela da Rede Globo, o personagem Jesse James era vivido pelo ator Kadu Moliterno. Ao lado de Evandro Mesquita, que interpretava Billy the Kid.
- Em Pokémon, Jesse James inspirou os nomes das personagens fora da lei da Equipe Rocket: Jessie, James e Meowth.
- Em Breaking Bad, seriado do canal de televisão AMC, Jesse James é citado pelo personagem " Mike Ehrmantraut"Jonathan banks na quinta temporada.
- Falcon Crest, telessérie da CBS dos Estados Unidos, Jesse James é citado pela personagem Richard Channing, no início da sétima temporada.
- No episódio 17 da série Flash Jesse James é citado ao ser lembrado por seu nome ser o reverso de James Jesse, o alter-ego do vilão "Trickster",
- Em 2016 Jesse James tem sua história de vida modificada na série de ficção científica TIMELESS na primeira temporada no episódio doze.

### Música
- Em 1966, o cantor e compositor de Blues John Lee Hooker lançou um álbum ao vivo Live At The Cafe Au Go-Go - And Soledad Prison, que continha uma faixa com o nome de "I'm Bad Like Jesse James"
- Em 1975, o cantor e compositor Elton John lançou o álbum Rock of the Westies, que inclui a canção "I Feel Like A Bullet (In The Gun Of Robert Ford)", composta pelo próprio John com o letrista Bernie Taupin.
- Em 1978, a cantora Kate Bush lançou o álbum The Kick Inside, que inclui a música "James and the Cold Gun", composta pela mesma.
- Em 1989, a cantora Cher lançou o álbum Heart Of Stone, que inclui a música "Just Like Jesse James", composta por Diane Warren e Desmond Child.
- Em 1968, o cantor Serge Gainsbourg e Brigitte Bardot lançam um álbum intitulado Bonnie And Clyde, Onde Na música é citado o Nome de Jesse James.
- Vale também o registro feito pela banda gaúcha Cowboys Espirituais (de grandes nomes da música gaúcha, como Frank Jorge, Júlio Reny e Márcio Petracco), onde o segundo álbum da mesma ("De Luxe") começa com a faixa Jesse James, faixa que narra a trajetória de um "fora da lei" inspirado em Jesse James.
- Uma curiosidade bastante inusitada de Jesse James, é que ele supostamente seria primo distante do cantor e compositor inglês Ozzy Osbourne. Conclusão essa tirada depois de um exame de DNA feito pelo artista.
- A banda de rock brasileiro "Inimigos do Rei" compôs uma música narrando a história de um bandido residente em uma favela, chamado Jesse James.
- "6 balas" é uma música escrita por Rafael Kamaitachi que cita Jesse James em um de seus versos
- 'Jesse James' é a música composta em 2018 pela banda italiana de Power Metal SpellBlast, no álbum 'Of Gold and Guns' e narra a história de Jesse James.